# Centrotypus shelfordi
Centrotypus shelfordi är en insektsart som beskrevs av William Lucas Distant. Centrotypus shelfordi ingår i släktet Centrotypus och familjen hornstritar. Inga underarter finns listade i Catalogue of Life.